# Unțeni
Unţeni é uma comuna romena localizada no distrito de Botoşani, na região de Moldávia . A comuna possui uma área de 64.23 km² e sua população era de 2936 habitantes segundo o censo de 2007.